# Propulseur électrothermique
Pour un article plus général, voir Propulsion électrique (spatial).
Un propulseur électrothermique est, dans le domaine de l'astronautique, un système de propulsion à réaction consistant à accélérer un gaz ionisé en le chauffant. La propulsion électrothermique est un type de propulsion électrique mais diffère de la propulsion électrostatique ou électromagnétique. Ces dernières consistant respectivement à utiliser des champs électriques et magnétiques pour accélérer le gaz ionisé.

## Principe
Un propulseur électrothermique peut être de deux types : les resistojets et les arcjets. Le premier utilise une résistance électrique pour chauffer le gaz, le second utilise des arcs électriques générés par des électrodes,. 

Schéma du résistojet.
Schéma de l'arcjet.

## Utilisation
Les resistojets et les arcjets sont utilisés sur certains satellites, comme les satellites Vela, Iridium ou Intelsat V, pour le système de commande d'attitude et d'orbite, car ils proposent de bonnes valeurs d'impulsion spécifique malgré leur poussée très faible.